# Angela Borgstedt
Angela Borgstedt (* 1964 in Karlsruhe) ist eine deutsche Historikerin.

## Karriere
Borgstedt studierte  Geschichte, Literaturwissenschaft und Mediävistik an der Universität Karlsruhe. 2000 promovierte sie mit einer Arbeit über Entnazifizierung in Karlsruhe und war bis 2007 wissenschaftliche Assistentin am Institut für Geschichte der Universität Karlsruhe. 2008 wurde sie wissenschaftliche Mitarbeiterin am Lehrstuhl für Neuere und Neueste Geschichte des Historischen Instituts der Universität Mannheim und ist seit 2011 Geschäftsführerin der Forschungsstelle Widerstand gegen den Nationalsozialismus im deutschen Südwesten. Seit ihrer Habilitation 2010 mit einer Studie zur Geschichte der Badischen Anwaltschaft lehrt sie an der Universität Mannheim auch als Außerplanmäßige Professorin. im August 2024 wurde Borgstedt in den Beirat der Stiftung Gedenkstätte Deutscher Widerstand in Berlin berufen.

## Publikationen

### Monografien
- Entnazifizierung in Karlsruhe 1946 bis 1951. Politische Säuberung im Spannungsfeld von Besatzungspolitik und lokalpolitischem Neuanfang. UVK-Verlags-Gesellschaft, Konstanz 2001, ISBN 3-89669-985-7. (Zugl.: Karlsruhe, Univ., Diss., 2000)
- Das Zeitalter der Aufklärung. Wissenschaftliche Buchgesellschaft, Darmstadt 2004, ISBN 3-534-16566-7.
- Badische Anwaltschaft und sozioprofessionelles Milieu in Monarchie, Republik und totalitärer Diktatur 1864–1945. Gesellschaft für Kulturhistorische Dokumentation, Karlsruhe 2012, ISBN 978-3-922596-91-2. (Zugl.: Mannheim, Univ., Habilitation, 2010)

### Herausgeberschaften
- Badische Juristen im Widerstand (1933–1945). UVK-Verlags-Gesellschaft, Konstanz 2004, ISBN 3-89669-720-X.
- Lange Schatten. Bewältigung von Diktaturen. Wochenschau-Verlag, Schwalbach/Ts. 2007, ISBN 978-3-89974-335-7.
- (zusammen mit Peter Steinbach) "Ergriffen vom Leben und doch vom Leben nicht bestochen". Franz Schnabel – der Historiker des freiheitlichen Verfassungsstaates. Begleitband zur Ausstellung der Gedenkstätte Deutscher Widerstand Berlin in Zusammenarbeit mit der Forschungsstelle Widerstand gegen den Nationalsozialismus im Deutschen Südwesten, Universität Mannheim. Lukas-Verlag, Berlin 2009, ISBN 978-3-86732-071-9.
- (zusammen mit Sibylle Thelen und Reinhold Weber) Mut bewiesen[2], Landeszentrale für politische Bildung Baden-Württemberg[3], Verlag W. Kohlhammer GmbH, Stuttgart 2017, ISBN 978-3-945414-37-8.